# Ботгрос, Николай
Николай (Николае) Ботгрос (рум. Nicolae Botgros; род. 1953) — молдавский скрипач и дирижёр, художественный руководитель ансамбля народной музыки «Лэутарий» Молдавской государственной филармонии. Народный артист Молдавской ССР (1988).

## Биография
Родился 25 января 1953 года в селе Бадикул Молдовенеск Кагульского района Молдавской ССР, ныне Республики Молдова, в семье музыкантов: его отец был скрипачом, двое его братьев тоже играли на разных музыкальных инструментах.
Первоначально изучал музыку в Сорокском культурно-просветительском училище. Позже окончил Кишиневскую консерваторию (скрипач и дирижёр).
В начале 1970-х годов работал в оркестре «Чокырлия» города Единец. В 1973—1974 годах работал скрипачом в оркестре «Мугурел», в 1974—1978 годах в оркестре ансамбля «Жок». С 1978 года Николай Ботгрос возглавляет ансамбль «Лэутарий», созданный на базе народного ансамбля «Мугурел». Выступал во многих городах СССР и за рубежом — в Европе и Америке. Ансамбль получил множество медалей и дипломов.
Женат Николай Ботгрос на Лидии Беженару.

## Заслуги
- Народный артист Молдавской ССР (1988).
- В 2000 году был награждён молдавским орденом Республики.
- В 2000 году был награждён молдавской медалью «Михай Эминеску»[4].
- Командор ордена «За верную службу» (2004 год, Румыния)[5].
- Великий офицер ордена «За заслуги перед культурой»[рум.] в категории B «Музыка» (2014 год, Румыния)[6].
- Национальная премия Республики Молдова (19 августа 2015 года, Правительство Молдавии)[7].
- 28 октября 2010 года был удостоен звания Почётного гражданина Кишинёва[8].
- 9 Ноября 2018 года был награждён почётным званием Doctor Honoris Causa Академии наук Молдавии.
- Почётный гражданин Бухареста (18 декабря 2019 года)[9].
- Медаль Юбилея «Столетие Великого Союза» (2021 год, Румыния)[10].